# 1918 في ألمانيا
فيما يلي قوائم الأحداث التي وقعت خلال عام 1918 في ألمانيا.

## سياسة

### تعيين في المنصب
- 9 نوفمبر – فريدريش إيبرت مستشار ألمانيا.

### انتهاء فترة المنصب
- 30 سبتمبر – غورغ فون هيرتلنغ مستشار ألمانيا.

## كتب
من الكتب التي صدرت هذه السنة في ألمانيا:
- 1 يناير – تدهور الحضارة الغربية من تأليف أوسفالد شبينغلر.

## مواليد

### يونيو
- 19 يونيو – جوسيف تساندر طبيب ألماني.

### يوليو
- 7 يوليو – فيرنر بيترز

### سبتمبر
- 2 سبتمبر – جورج براون متسابق دراجات نارية ألماني.
- 6 سبتمبر – لودفيغ هورمان دراج ألماني.
- 20 سبتمبر – جورج موسه مؤرخ أمريكي.
- 22 سبتمبر – هانس شول

### نوفمبر
- 8 نوفمبر – هيرمان زابف فنان ألماني.
- 10 نوفمبر – إرنست فيشر
- 29 نوفمبر – فريدريش يوشيا أمير ساكس كوبورج وغوتا

### ديسمبر
- 23 ديسمبر – هلموت شميت المستشار الخامس لجمهورية ألمانيا الاتحادية (1974-1982).

### يناير
- 1 يناير – ألفريد ليم (مواليد 1889) كاتب ألماني.
- 1 يناير – رودولف كلاينباول (مواليد 1845) كاتب ومؤلف ألماني.
- 7 يناير – يوليوس فلهاوزن (مواليد 1844)
- 10 يناير – أوغست أوتكر (مواليد 1862)
- 21 يناير – كورت لامبرت (مواليد 1859)

### مارس
- 9 مارس – فرانك فديكند (مواليد 1864) كاتب مسرحي ألماني.

### أبريل
- 20 أبريل – كارل فرديناند براون (مواليد 1850)

### مايو
- 27 مايو – فريدريك ترامب (مواليد 1869) رجل أعمال أمريكي من مواليد ألمانيا.

### يوليو
- 7 يناير – يوليوس فلهاوزن (مواليد 1844)
- 17 يوليو – ألكسندرا فيودورفنا (مواليد 1872) سياسية هولندية.
- 18 يوليو – إليزابيث أميرة هسن والراين (مواليد 1864)

### سبتمبر
- 10 سبتمبر – كارل بيترز (مواليد 1856)
- 28 سبتمبر – جورج سيمل (مواليد 1858)

### أكتوبر
- 2 أكتوبر – كريستيان أوتو مور (مواليد 1835)
- 9 أكتوبر – هانس براون (مواليد 1886) رياضي ألماني.
- 17 أكتوبر – هيرمان فوجل (مواليد 1856) رسام فرنسي.

### ديسمبر
- 22 ديسمبر – هيرمان تيودور سيمون (مواليد 1870) فيزيائي ألماني.
- 27 ديسمبر – ريتشارد سيمون (مواليد 1859)